# Juan Pablo de Laiglesia
Juan Pablo de Laiglesia y González de Peredo (Madrid, 6 de agosto de 1948-4 de marzo de 2022) fue un diplomático español que desempeñó importantes cargos políticos, además de encabezar diversas misiones diplomáticas. 
En concreto, en el ámbito político, entre 2009 y 2010 fue secretario de Estado para Iberoamérica y, brevemente, entre julio y noviembre de 2010 fue secretario de Estado de Asuntos Exteriores e Iberoamericanos. De junio de 2018 a febrero de 2020 fue secretario de Estado de Cooperación Internacional y para Iberoamérica y el Caribe y presidente ex officio de la Agencia Española de Cooperación Internacional para el Desarrollo. Asimismo, ya fue director de esta agencia entre 2004 y 2009 y director general de Política Exterior para Iberoamérica entre 1985 y 1987. 
En el ámbito puramente diplomático, ha sido embajador de España en Guatemala (1988-1992), en México (1992-1995), en Polonia (1998-2003), y ante las Naciones Unidas (2010-2012), además de encabezar misiones especiales para operaciones de mantenimiento de la paz (1996-1998), para la Coordinación de las Relaciones con los Países Europeos Limítrofes (2003-2004) y para Asuntos Humanitarios y Sociales en 2009. 

## Biografía
Nacido en Madrid, es licenciado en Derecho e ingresó en la carrera diplomática en 1973.
Ha estado destinado en las representaciones diplomáticas españolas en Colombia, Oficina de las Naciones Unidas con sede en Ginebra y Portugal. Ha sido Subdirector General de México, Centroamérica y Países del Caribe y director general de Política Exterior para Iberoamérica. En 1988 fue nombrado embajador de España en Guatemala y, posteriormente, en México; embajador en Misión Especial para Operaciones de Mantenimiento de la Paz, en Polonia y embajador en Misión Especial para la Coordinación de las Relaciones con los Países Europeos Limítrofes. 
En abril de 2004 pasó a ocupar el puesto de Secretario General de la Agencia Española de Cooperación Internacional y en 2008 el de Director de la Agencia Española de Cooperación Internacional para el Desarrollo hasta el 27 de marzo de 2009 cuando el Consejo de Ministros le desingnó como nuevo embajador en misión especial para Asuntos Humanitarios y Sociales.
Pocos días después, sin embargo, pasó a sustituir a Trinidad Jiménez, nueva ministra de Sanidad, como secretario de Estado para Iberoamérica en el gobierno de José Luis Rodríguez Zapatero cargo que ocupó hasta julio de 2010. En julio de 2010, además de las funciones que ya desempeñaba asumió las de secretario de Estado de Asuntos Exteriores, convirtiéndose en el número dos del Ministerio.
El 6 de noviembre del mismo año fue nombrado Representante Permanente de España ante las Naciones Unidas con sede en Nueva York, cargo que asumió el 16 de diciembre de 2010 hasta 2012, cuando fue relevado por Fernando Arias González tras la formación del nuevo gobierno de Mariano Rajoy.
En junio de 2018 fue nombrado Secretario de Estado de Cooperación Internacional y para Iberoamérica y el Caribe sustituyendo a Fernando García Casas. Cesó en este cargo en febrero de 2020.
Falleció el 4 de marzo de 2022.